# Видар
Ви́дар (древнесканд. Víðarr) — в скандинавской мифологии бог мщения и безмолвия, сын Одина и великанши Грид.

## Биография
Он мстит за своего отца Одина, чьей проекцией является, и помогает переживать кризис.
В день Рагнарёка, согласно пророчеству вещих норн, богинь судьбы, громадный волк Фенрир убьёт Одина, после чего будет убит Видаром.
Древние считали Видара олицетворением девственного леса или неиссякаемых природных сил. Молчаливый Видар связывал богов с лесом и природой. Этому богу суждено выжить в Рагнарёк, а потом править в обновлённом мире. Жилище Видара располагалось в Ландвиди («далёкая земля»). Чертог, украшенный зелёными ветками и свежими цветами, располагался в непроходимом лесу, где царили тишина и уединение, которые он так любил. В древнескандинавских легендах Видар изображается высоким, хорошо сложенным красавцем, облаченным в железные доспехи, носившим на поясе меч с широким лезвием и обутым в железный или кожаный башмак. Башмак, который носил Видар, должен был защитить его от волка Фенрира, который, убив Одина, бросится на его сына, широко раскрыв пасть дабы проглотить Видара. Видар засунет свой башмак зверю в пасть не дав сомкнуть ему челюсти, схватит его за верхнюю челюсть и разорвёт пасть волка пополам. Так как в мифах упоминается только один башмак, некоторые мифологи олицетворяют Видара с водной струёй, которая поднимется, чтобы затушить дикий огонь, символом которого и является ужасный волк Фенрир. Видар был не только олицетворением неиссякаемых природных сил, но также символом воскресения и обновления природы. Смысл вечного закона природы состоит в том, что вместо увядших цветов и листьев появятся молодые побеги, набухнут почки, распустятся новые листья и цветы.

## В современной культуре

### Компьютерные игры
- В серии игр «Disciples» Видар — правая рука Вотана, бога-покровителя Горных Кланов, которому приказано защищать столицу гномов и никогда не покидать свой пост.
- Видар встречается как NPC в игре «Aion».
- Видар упоминается и встречается в игре «Through the Woods[англ.]». Он предстает перед игроком уже в виде мертвого, сидящего на своем троне великана, который держит в руках свой меч.
- В «World of Warcraft: Legion» Видар представлен как старое, мудрое, разумное дерево, растущее в Штормхейме на Расколотых островах. На его стволе находится каменное лицо, изрезанное рунами, посредством которого он общается с героями игры. Является положительным персонажем, дающим героям разные задания.
- Видар в числе других асов фигурирует в игре «Vikings: War of Clans».
- Видар — космический корабль класса корвет M6 земного космофлота в игре X³: Terran Conflict
- В компьютерной игре Калибр присутствует шведский оперативник подразделения AMF с позывным Видар[2]

### Кино и телевидение
Персонажа с именем Видар исполнил Гисли Орн Гардарссон в сериале Рагнарёк, но там он является великаном.

## Галерея

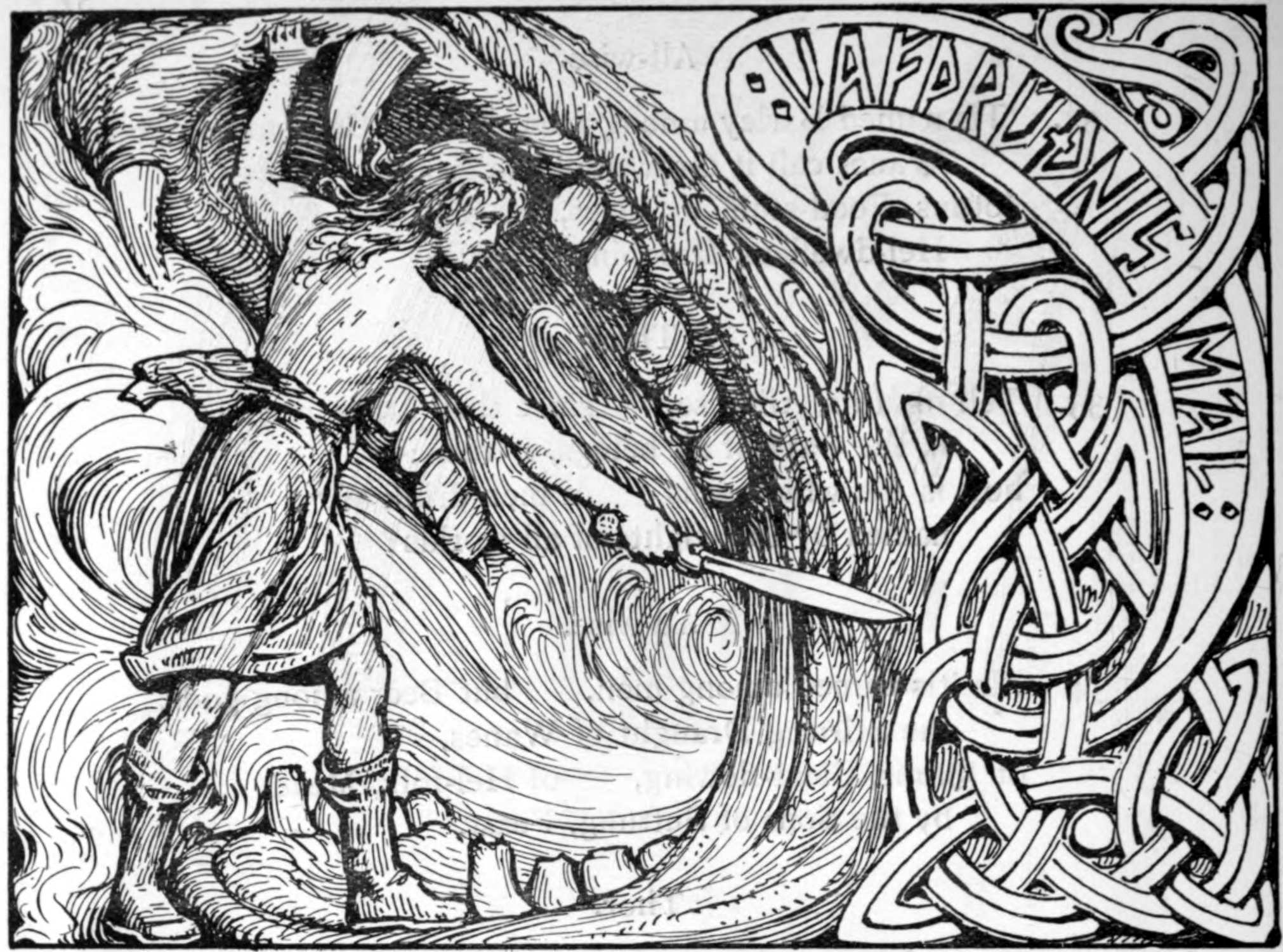
«Видар пронзает Фенрира, удерживая его челюсти», W. G. Collingwood, 1908 г.
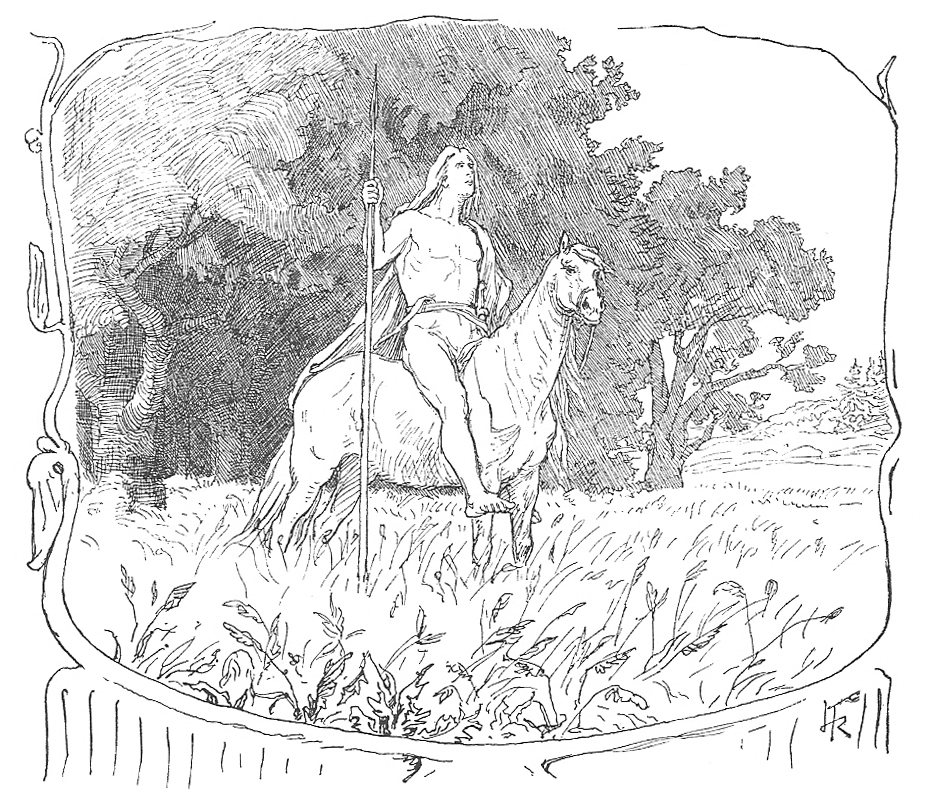
«Видар на коне», Lorenz Frølich, 1895 г.
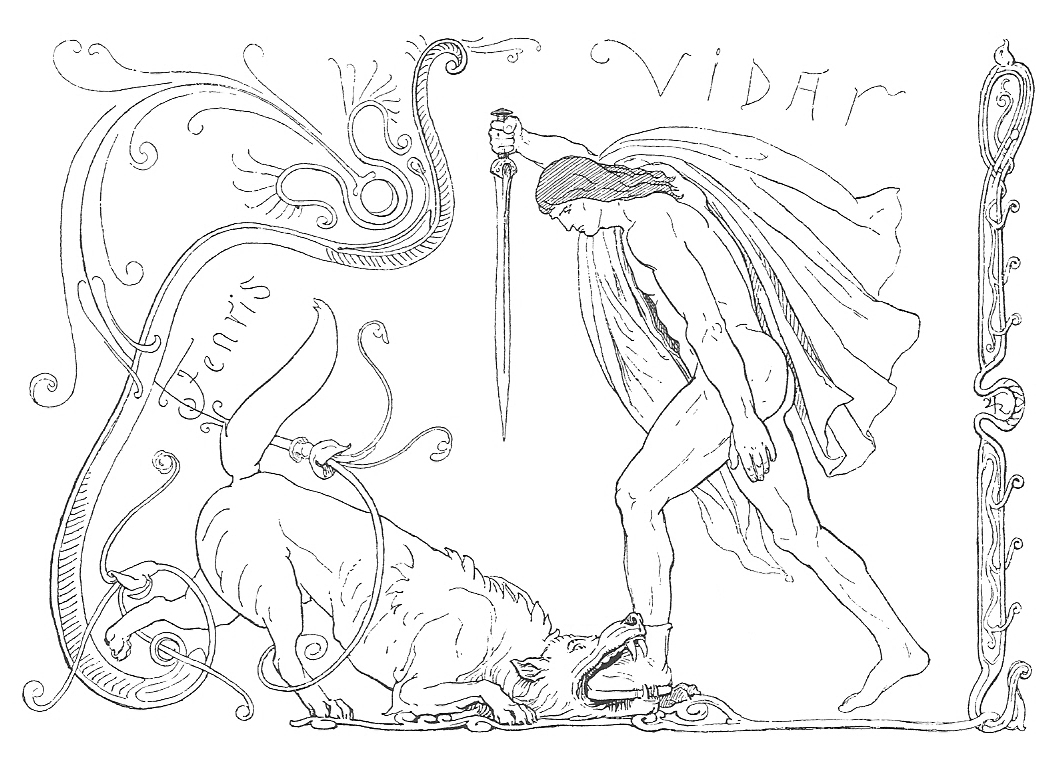
«Видар поражает Фенрира», Lorenz Frølich, 1895 г.
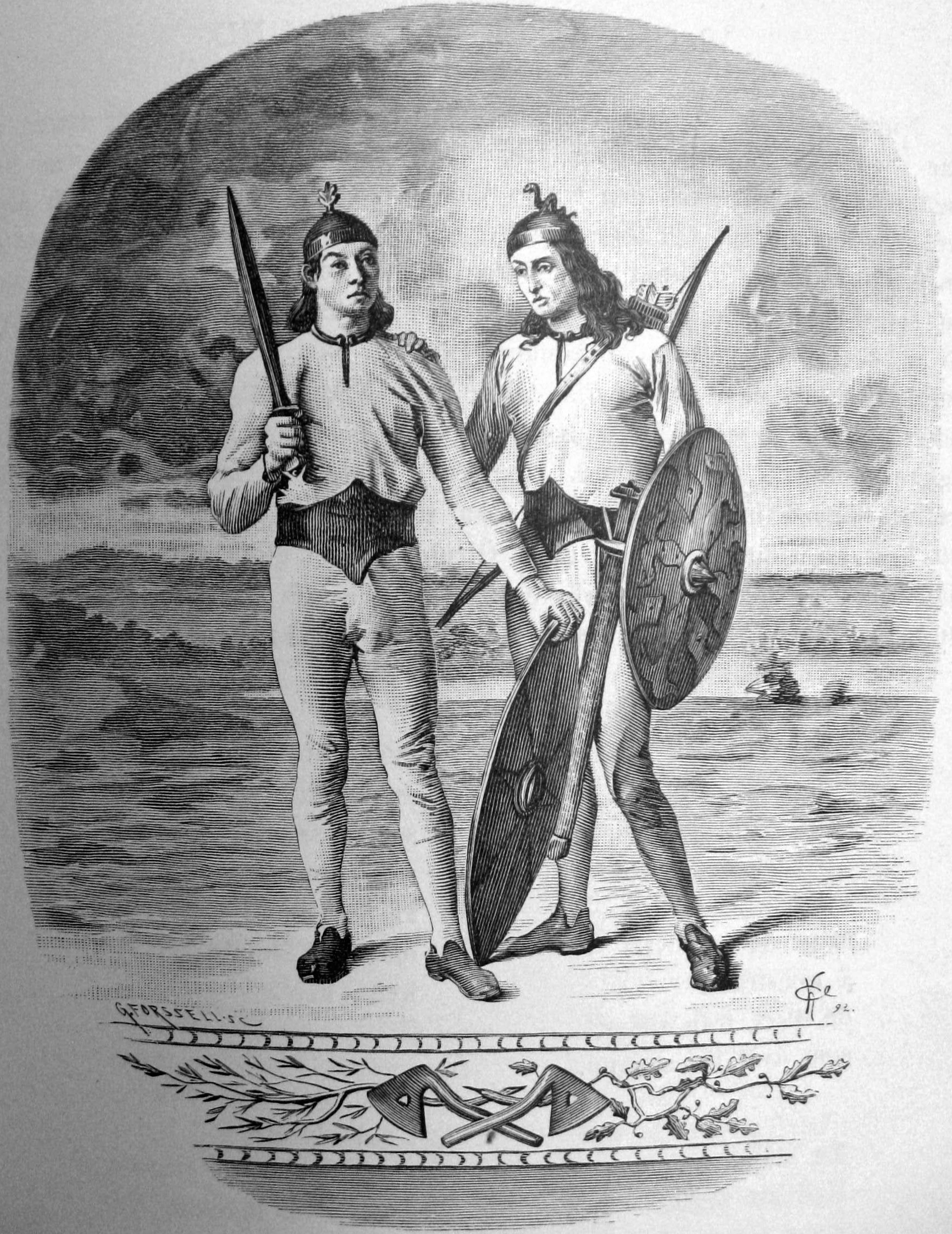
«Видар и Вали», Axel Kulle, 1892 г.
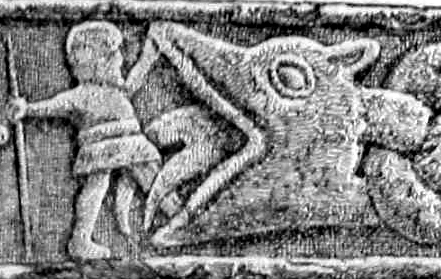
Деталь с Госфортского Креста.